# Pertusaria macra
Pertusaria macra är en lavart som beskrevs av Müll. Arg. Pertusaria macra ingår i släktet Pertusaria och familjen Pertusariaceae.   Inga underarter finns listade i Catalogue of Life.